# ۲۰۵۷ (میلادی)
۲۰۵۷ (میلادی) ۲۰۵۷مین سال تقویم میلادی است.

## درگذشتگان
‎